# Città antica di Hoi An
La città antica di Hoi An si trova nella provincia centrale di Quang Nam, in Vietnam, sulla sponda nord vicino alla foce del fiume Thu Bon. L’area iscritta comprende 30 ettari ed è circondata da una zona cuscinetto di 280 ettari. È un esempio eccezionalmente ben conservato di un piccolo porto commerciale attivo dal XV al XIX secolo, che intratteneva ampi scambi con i paesi del Sud-Est e dell’Est asiatico e con il resto del mondo. Il suo declino alla fine del XIX secolo ha contribuito a preservarne in modo straordinario la struttura urbana tradizionale.
La città riflette una fusione di culture autoctone e straniere (principalmente cinese e giapponese, con influenze europee successive), che si sono unite per creare questa testimonianza unica.
Hoi An è composta da un complesso ben conservato di 1.107 edifici con struttura in legno, con pareti in mattoni o legno, che includono monumenti architettonici, edifici commerciali e abitazioni tradizionali, un mercato aperto, un molo per traghetti e edifici religiosi come pagode e case per il culto familiare. Le case hanno tetti in tegole e componenti in legno intagliati con motivi tradizionali, disposte fianco a fianco in file compatte lungo strette strade pedonali.
È presente anche un elegante ponte giapponese in legno, con una pagoda incorporata, risalente al XVIII secolo. Il piano stradale originale, sviluppatosi con la crescita del porto, è ancora intatto: un reticolo di strade con un asse parallelo al fiume e l'altro perpendicolare, con vicoli che facilitano l'accesso e lo scambio di merci dalle barche.
Le strutture lignee e il piano stradale originali sono rimasti intatti, offrendo un paesaggio urbano tradizionale risalente ai secoli XVII e XVIII, la cui conservazione è unica nella regione. Ancora oggi la città è abitata e funziona come porto commerciale. L’eredità vivente che riflette le comunità locali e straniere è stata conservata e continua ad essere trasmessa. Hoi An rimane un esempio eccezionalmente ben conservato di porto dell'Estremo Oriente.

## Descrizione

### Ponte coperto giapponese

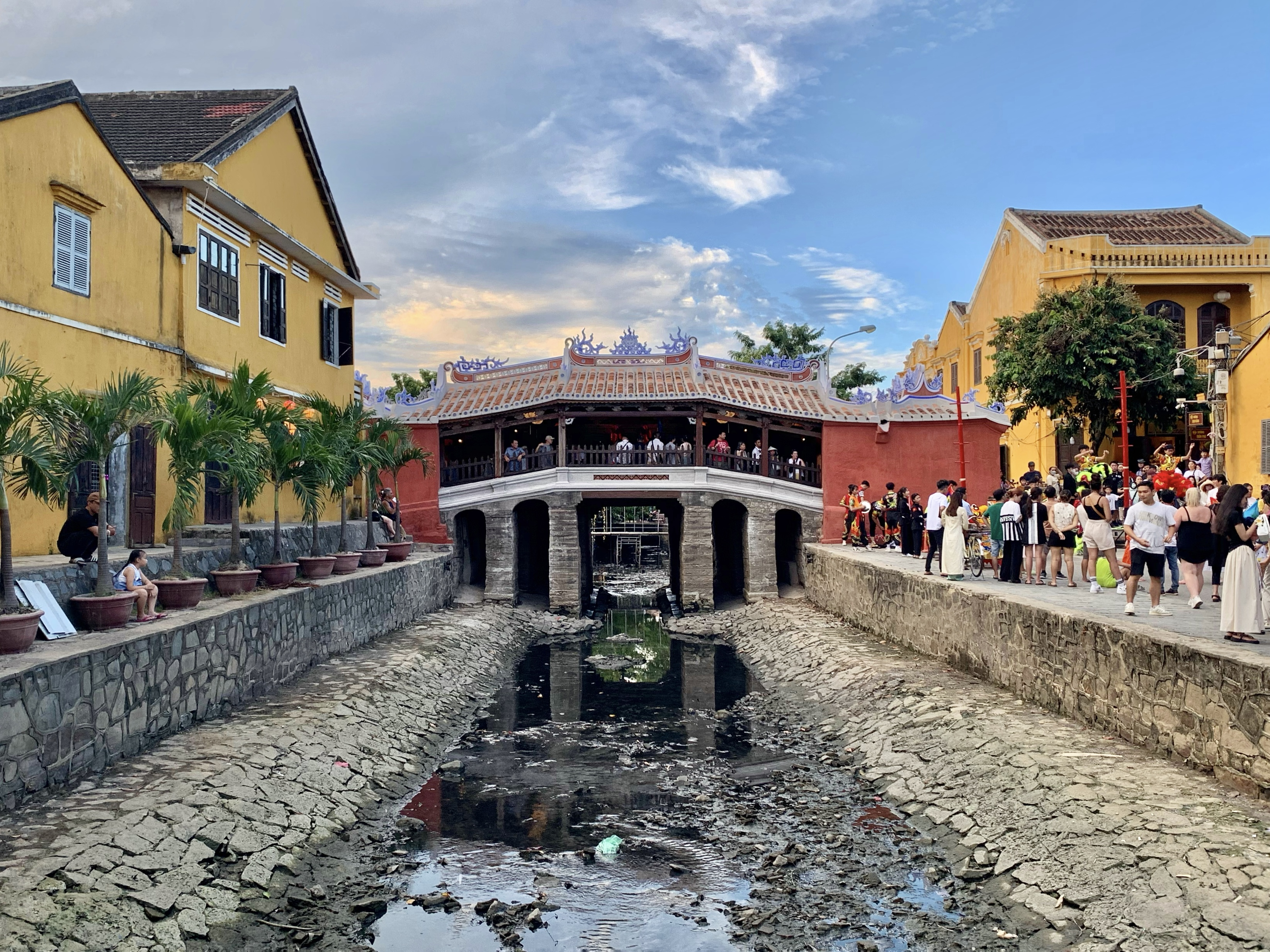
Ponte coperto giapponese

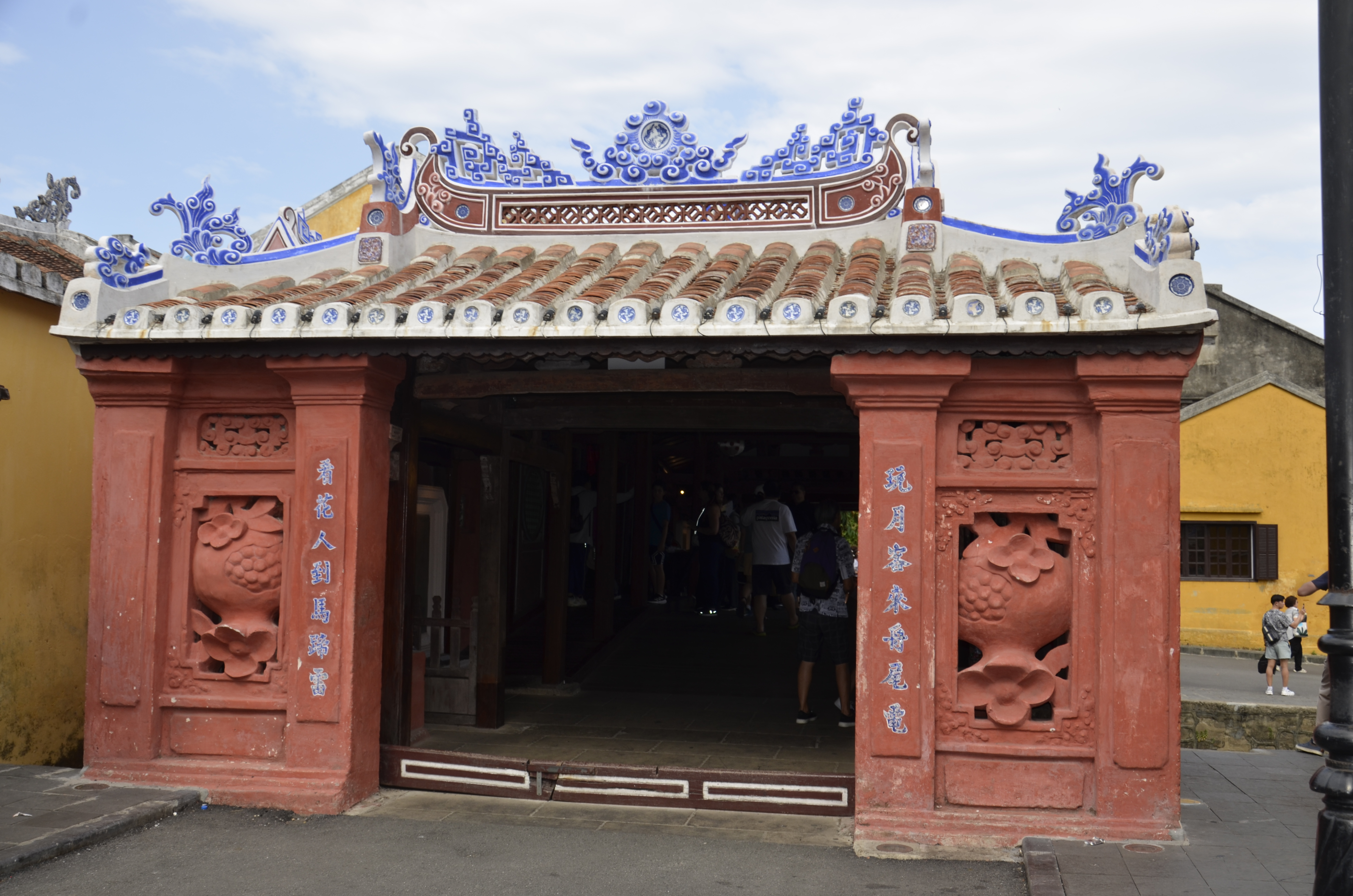
Entrata del ponte coperto

Il ponte coperto giapponese, noto localmente come Chùa Cầu o Lai Viễn Kiều, è un ponte coperto costruito nel 1593 da mercanti giapponesi. Il ponte fu progettato per collegare i quartieri giapponese e cinese della città, separati da un canale. È considerato uno dei simboli più iconici di Hoi An e rappresenta un esempio unico di armonia culturale tra influenze giapponesi, cinesi e vietnamite
Il ponte è lungo circa 18 metri e largo 3 metri. È interamente pedonale e presenta una struttura in legno con tetto coperto, decorato con motivi tradizionali. All'estremità nord si trova un piccolo tempio dedicato alla divinità taoista Trấn Vũ, costruito nel 1653. Il ponte è sostenuto da pilastri in mattoni e presenta tre sezioni coperte da tetti separati ma integrati
Dopo la sua costruzione nel XVI secolo, il ponte ha subito numerosi restauri nel corso dei secoli, inclusi interventi nel 1817, 1865, 1915 e 1986. Durante una visita nel 1719, il signore Nguyễn Phúc Chu gli attribuì il nome Lai Viễn Kiều, che significa ponte per accogliere ospiti da lontano. La struttura ha mantenuto la sua funzione originaria e continua a essere un punto di riferimento culturale e turistico.
Una leggenda locale narra che Namazu, un gigantesco mostro marino  responsabile di terremoti ed alluvioni, viveva con la testa in Giappone, la coda in India e il dorso proprio sotto Hoi An. Il ponte fu costruito per bloccar il mostro e impedirgli di causare terremoti e inondazioni. Le statue del cane e della scimmia che sono poste all'interno del ponte in corrispondenza delle due entrate rappresentano i geni venerati per tenere a bada questa creatura. Questo mito riflette la fusione di credenze locali e straniere.
Il Ponte Giapponese è raffigurato sulla banconota da 20.000 Đồng ed è considerato un monumento nazionale.

### Sala dell'Assemblea Cantonese

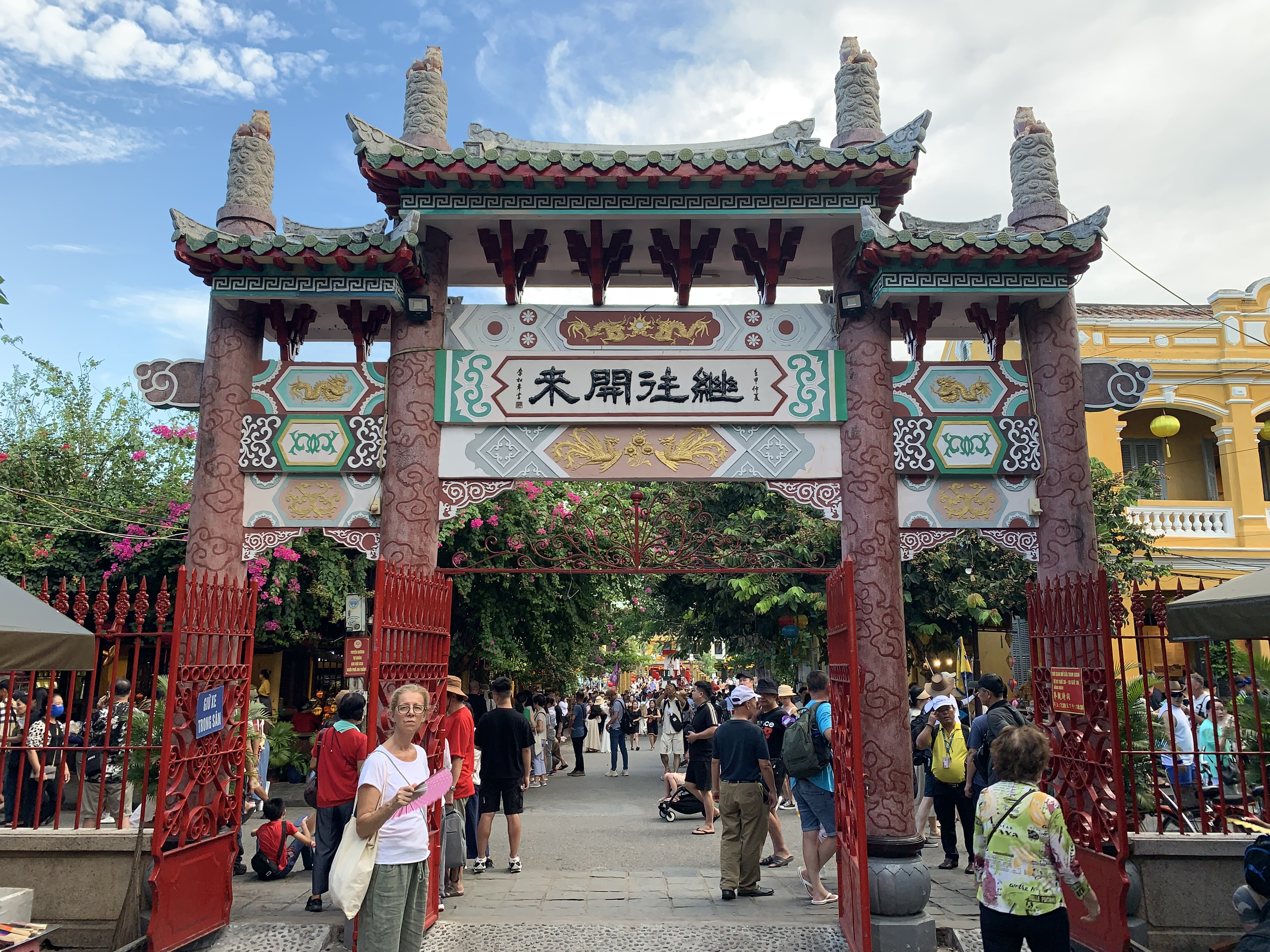

La Sala dell'Assemblea Cantonese (in vietnamita Hoi Quan Quang Dong) è situata al numero 176 di Tran Phu Street, non lontano dal ponte coperto giapponese.Costruito nel 1885 da mercanti cinesi provenienti dalla provincia del Guangdong, l'edificio serviva inizialmente come luogo di culto per la dea Mazu e per Confucio. Dal 1911 è stato dedicato a Guan Yu, generale cinese venerato per la sua lealtà e coraggio.
La struttura è un vero gioiello: molte delle sue parti furono realizzate in Cina e poi trasportate via nave per essere assemblate a Hoi An. È costruita principalmente in legno e pietra, con un layout che richiama il carattere cinese 囯, simbolo di nazione. Il complesso include:
- un cortile pubblico con un portale a tre ingressi
- una sala principale decorata con intagli elaborati
- un giardino posteriore con fontane e statue, tra cui la famosa fontana dei nove draghi

Oltre alla funzione religiosa, l'edificio era un punto di ritrovo per la comunità cantonese, dove si svolgevano incontri e si offriva supporto reciproco nelle attività commerciali. Oggi è conosciuta anche come Pagoda Ong o Guangzhao Assembly Hall.

### Casa di Tan Ky

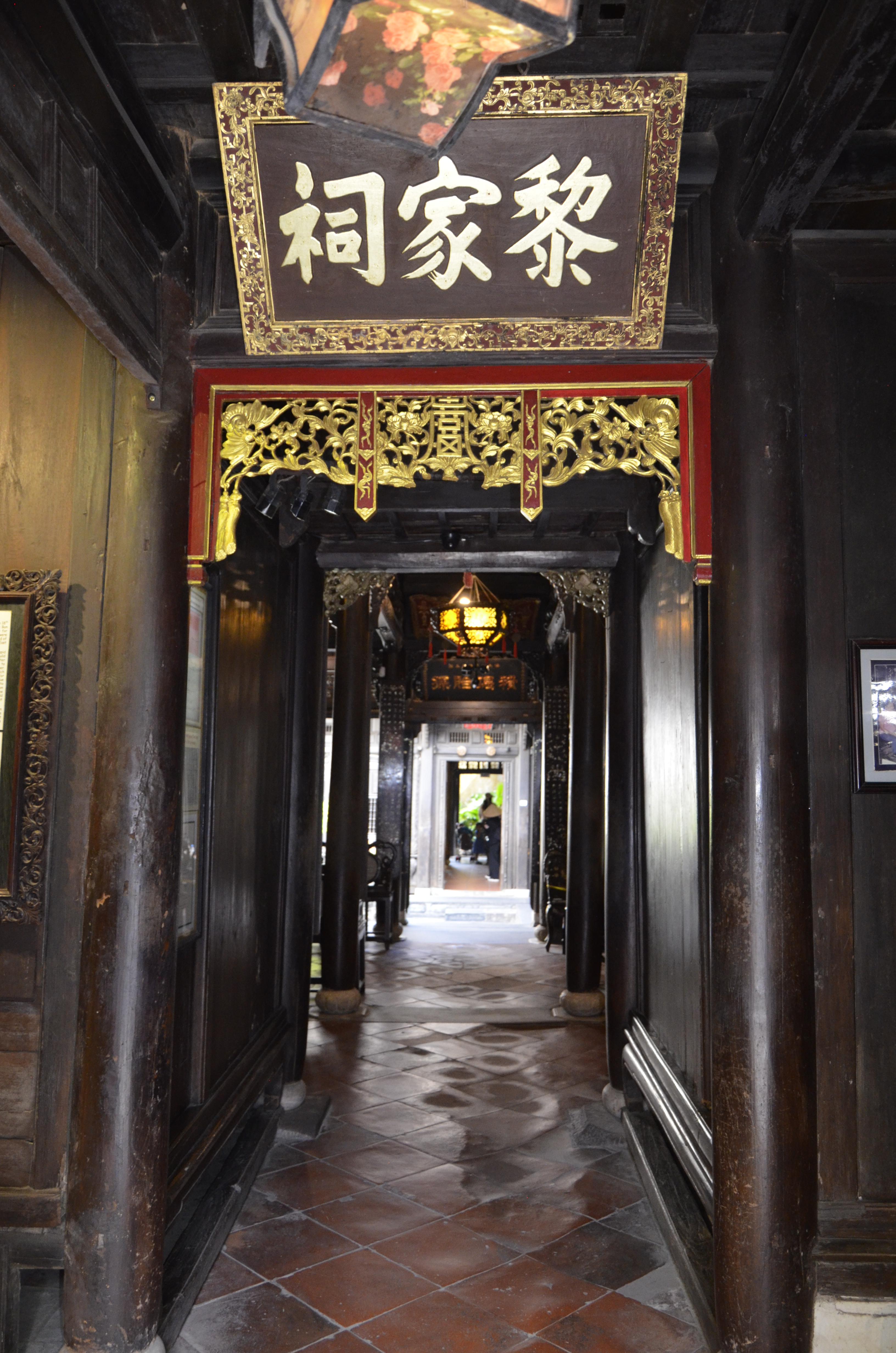
Vecchia casa di Tan Ky

Una delle case più antiche e meglio conservate della città, che mostra l'architettura tradizionale vietnamita e l'influenza stilistica straniera. Costruita alla fine del 1890, attualmente è stata allestita per mostrare le condizioni di vita di oltre 200 anni fa. Sono esposti mobili antichi. La casa ha un piccolo ma grazioso cortile. Inoltre, su un muro sono segnati i livelli raggiunti dall'acqua nelle numerose alluvioni che si sono succedute negli ultimi cent'anni.